# 若湊祐三郎
若湊 祐三郎（わかみなと すけさぶろう、1861年12月6日（文久元年11月5日） - 1920年9月21日）は、石川県能美郡（現小松市）出身で始め富士ヶ根部屋、伊勢ノ海部屋を経て高砂部屋に所属した大相撲力士。本名は村田 竹松（むらた たけまつ）一時期岡島姓を名乗ったことがある。最高位は関脇。現役時代の体格は169cm、90kg。得意手は突っ張り。

## 人物
1888年に入幕。関脇を4場所、小結を6場所務めるなど、17年もの長きにわたり幕内上位を維持。小錦とは大相撲を展開して相撲場を札止めにする人気だった。1893年1月からは東方に回り、小錦、朝汐などと大戸平、大砲、鳳凰、荒岩などの強豪と対決した。1902年（明治35年）5月には40歳ながら当時大関であった2代目梅ヶ谷を倒す殊勲を挙げた。立合い「ヨイショコラ」の掛け声を発し、猛突っ張りを武器とした。1904年1月、余力を残し42歳で引退。富士ヶ根部屋を興し、若湊らを育てる。
1903年頃、千賀ノ浦（大達）が「元気なのには感心するよ。その昔下駄を持って、稽古場を駆け回ったお陰だ。今の若い奴らはどれもこれも怠惰者ばかりだ。」と称えていた。

## 略歴
- 富士ヶ根部屋（師匠:荒獅子勇之介）から初土俵を踏む。
- 1880年5月 序ノ口[1]。
- 1888年1月 新入幕[1]。
- 1889年5月 新小結。
- 1890年1月 新関脇。
- 1904年1月 引退[1]。

## 主な成績
- 幕内成績:122勝101敗3分14預90休　勝率.547
- 幕内在位:33場所

## 年寄
- 富士ヶ根 竹松　1904年1月 - 1920年9月